# Microstylum bicolor
Microstylum bicolor là một loài ruồi trong họ Asilidae. Microstylum bicolor được Macquart miêu tả năm 1849. Loài này phân bố ở miền Ấn Độ - Mã Lai.